# 도네츠산맥

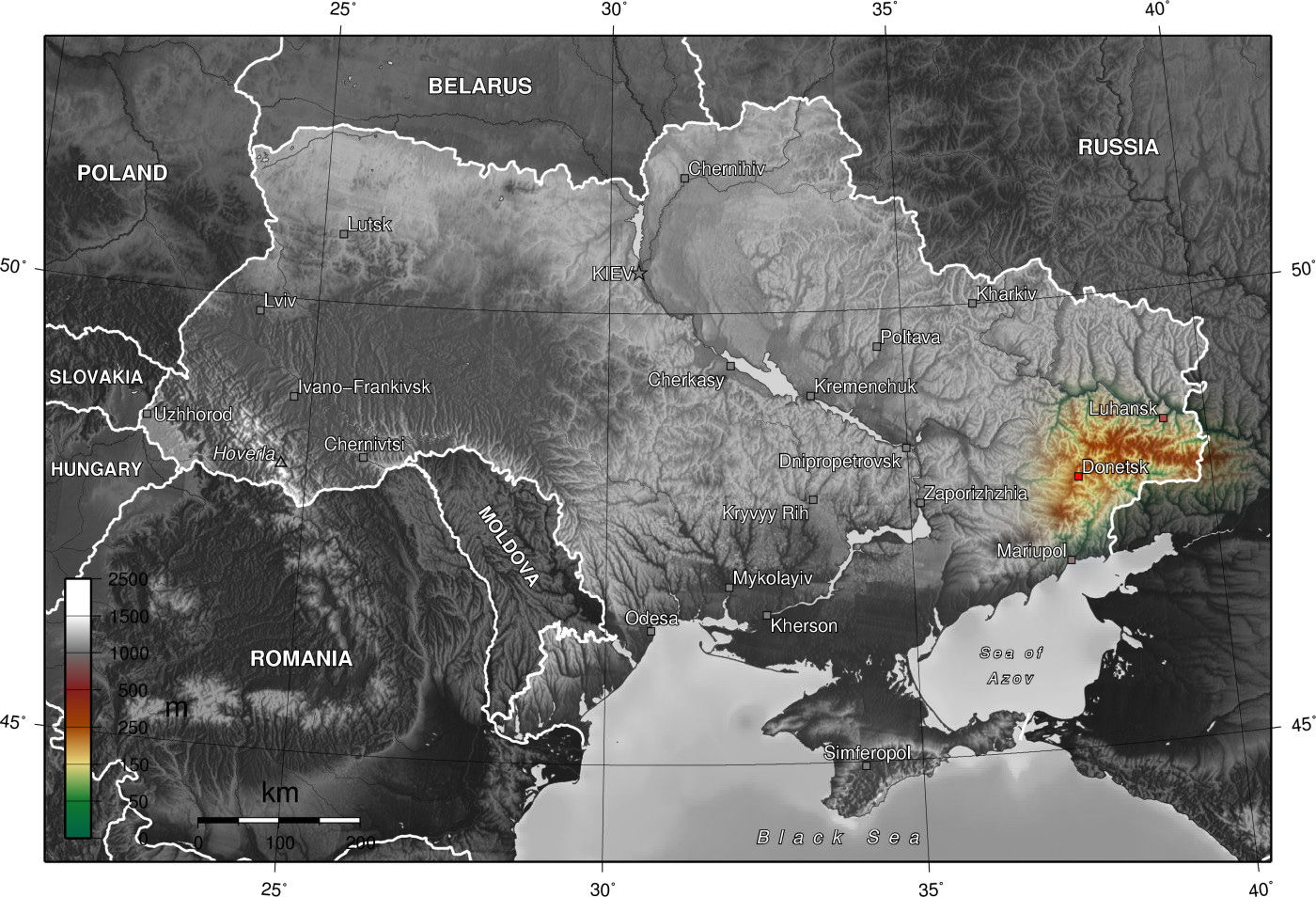

도네츠산맥(Донецький кряж)은 우크라이나 도네치크주, 루한시크주, 러시아 로스토프주에 있는 사막으로 최고봉은 해발 367m인 모힐라 메체트나다. 세베르스키도네츠강에서 이름이 기원했다.